# Övre Fryken
Övre Fryken is een meer gelegen in de Zweedse regio Värmland en maakt deel uit van het Fryken.
Het meer is eigenlijk een breed rivierdal dat onder water staat. Het vangt het regen- en smeltwater op uit de bergketen die de grens tussen Noorwegen en Zweden vormt.
Aan de noordpunt ligt Torsby; aan de zuidpunt Sunne; het meer is 40 km lang en 2 km breed. In Sunne loopt het meer via een nauwte over in het Mellanfryken.